# Női 1500 méteres síkfutás a 2005. évi nyári európai ifjúsági olimpiai fesztiválon
A 2005. évi nyári európai ifjúsági olimpiai fesztiválon az atlétikai versenyszámokat Lignano Sabbiadoróban rendezték. A női 1500 méteres síkfutás döntőjét július 07.-én rendezték.

## Döntő
| H     | Név                  | Nemzet                | E       | Mj  |
| ----- | -------------------- | --------------------- | ------- | --- |
| Arany | Polina Jelizarova    | Lettország            | 4:22.01 |     |
| Ezüst | Azra Eminovic        | Szerbia és Montenegró | 4:22.31 |     |
| Bronz | Roxana Bârca         | Románia               | 4:26.55 |     |
| 4     | Katsiaryna Shaban    | Fehéroroszország      | 4:28.34 |     |
| 5     | Stephanie Twell      | Egyesült Királyság    | 4:29.91 |     |
| 6     | Lindsey De Grande    | Belgium               | 4:30.62 |     |
| 7     | Lidia Sousa          | Portugália            | 4:33.25 |     |
| 8     | Sylwia Bien          | Lengyelország         | 4:35.81 |     |
| 9     | Louise Ghesquiere    | Franciaország         | 4:37.01 |     |
| 10    | Tatjana Vocechovic   | Litvánia              | 4:45.26 |     |
| 11    | Giovanna Epis        | Olaszország           | 4:48.40 |     |
| 12    | Merill Mägi          | Észtország            | 4:49.55 |     |
| 13    | Herdis Arnaldsdóttir | Izland                | 5:01.23 |     |
| -     | Katharina Heinig     | Németország           | -       | DNS |